# Olifant (instrument)

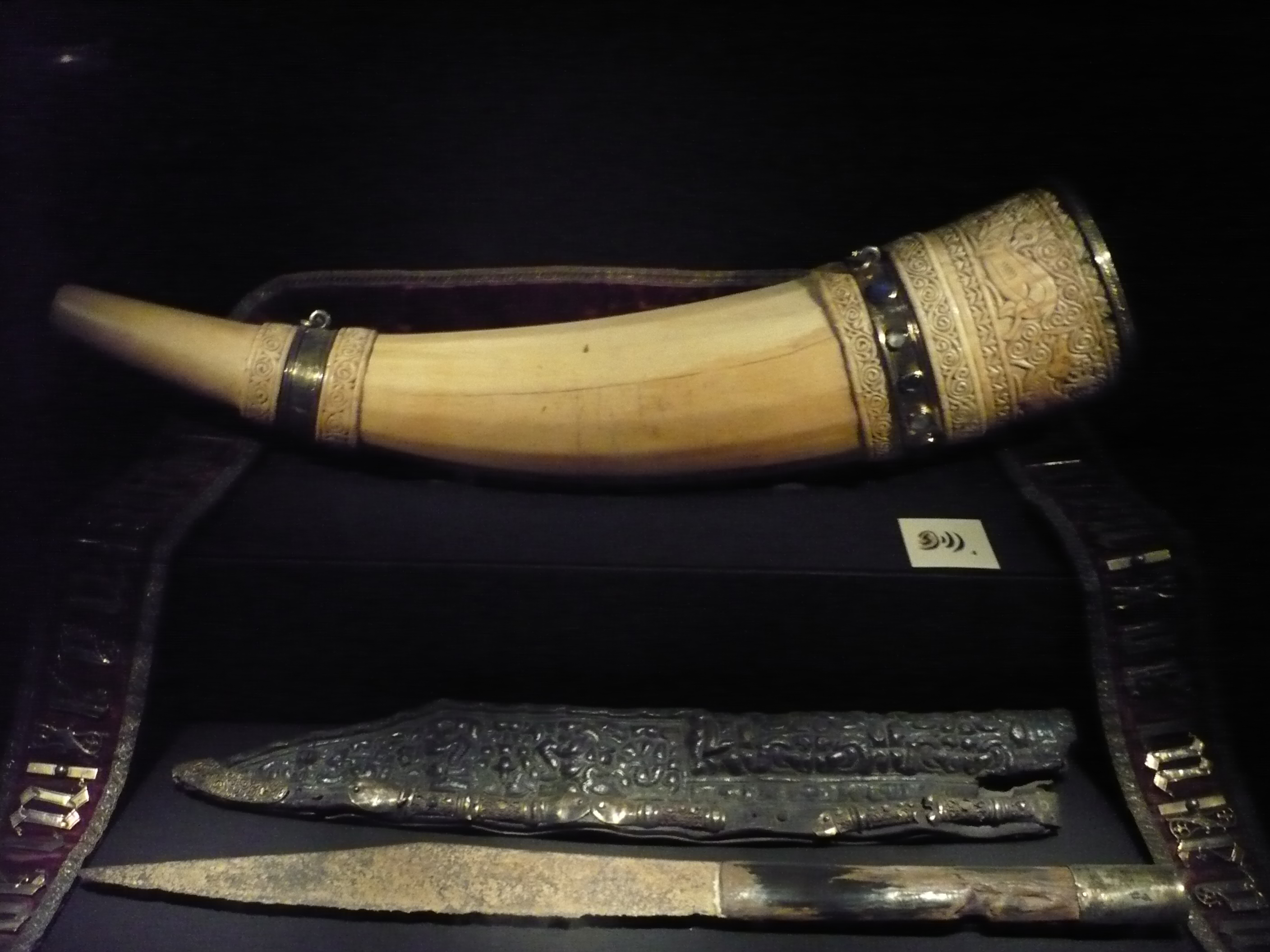
Olifantul păstrat în catedrala din Aachen.

Olifant a fost numele dat în Evul Mediu cornilor de vânătoare confecționați din fildeș de elefant. Unul dintre cele mai faimoase olifante este cel care a aparținut legendarului cavaler franc Roland, protagonist al Cântecului lui Roland.
În Cântecul lui Roland, Roland poartă olifantul în timp ce servea în ariergarda armatei lui Carol cel Mare. Atunci când acești sunt atacați în bătălia de la Roncevaux, Oliver îi spune lui Roland să-l folosească pentru a cere ajutor, dar el refuză. Roland în cele din urmă sună, dar lupta era deja pierdută. El încearcă să distrugă olifantul, împreună cu sabia Durendal, ca nu cumva să cadă în mâinile inamicului. În Karlamagnussaga, olifantul lui Roland a fost creat din corn de unicorn vânat în India.
Un alt olifant celebru i-a aparținut lui Gaston al IV-lea, viconte de Béarn, participant la Reconquista, iar acum este păstrat în orașul spaniol Zaragoza.

## Olifante de Salerno
Olifant lui Ulph, păstrată în trezoreria catedralei York, este unul dintre un grup care au fost sculptate în orașul normand Salerno, în a doua jumătate al secolului al XI-lea.
Cornul lui Ulph este, cel mai probabil, cornul oferit catedralei York de către nobilul viking Ulph, care locuia în Yorkshire înainte de domnia lui Edward Confesorul, astfel cornul lui Ulph nu poate fi datat mai târziu de prima jumătate a secolului al XI-lea.
Un alt grup de coarne de fildeș sculptate cu basoreliefuri au fost atribuite tot atelierelor din Salerno precum olifantul lui Ulph: olifantul din Chartreuse de Portes, un olifant la Muzeul de Arte Frumoase din Boston, cornul mănăstirii Muri conservat la Viena și olifantele din trezoreriile bazilicei Sf. Sernin din Toulouse și catedrala din Zaragoza.